# Nowodworce (stacja kolejowa)
Nowodworce (biał. Навадворцы; ros. Новодворцы) – stacja kolejowa w Słucku i w pobliżu miejscowości Nowodworce, w rejonie słuckim, w obwodzie mińskim, na Białorusi. Leży na linii Osipowicze – Baranowicze.
Stacja powstała w 1915 jako stacja krańcowa linii z Osipowicz. Do 1916 pozostawała ślepa.